# Gabriel Ochoa Uribe
Gabriel Ochoa Uribe (* 20. November 1929 in Medellin; † 8. August 2020) war ein kolumbianischer Fußballspieler und -trainer. Mit 14 Landesmeisterschaften zählt El Médico nicht nur zu den großen Trainern der Welt, sondern er ist auch der erfolgreichste Trainer, der als Spieler im Tor stand.

## Karriere

### Spielerlaufbahn
Von 1946 bis 1948 stand er bei América de Cali im Tor. Danach wechselte er in die Hauptstadt Bogotá zu CD Los Millonarios. Das war auch der Zeitpunkt, zu dem die Glanzzeit dieses Klubs anbrach. Unter Trainer Adolfo Pedernera spielte er dabei unter anderem mit dem legendären Alfredo Di Stéfano in einer Mannschaft. Er hatte in dieser Zeit Anteil am Gewinn der vier kolumbianischen Meisterschaften, die der Klub zwischen 1949 und 1953 gewann. 1952 stand er auch einmal für den verletzten Di Stéfano im Sturm und erzielte dabei ein Tor.
1954 wechselte er als erst zweiter kolumbianischer Torwart ins Ausland und schloss sich dem América FC in Rio de Janeiro an. In Rio betrieb er auch sportmedizinische Studien. 1955 kehrte er noch einmal zu den Millonarios zurück, wo er 1958 seine Spielerlaufbahn mit einer Vizemeisterschaft beendete.

### Trainerlaufbahn
Umgehend nachdem er die Torwarthandschuhe an den Nagel gehängt hatte, begann er bei Millonarios seine Trainerlaufbahn und gewann sogleich von 1959 bis 1964 fünf kolumbianische Meisterschaften in Serie. Dabei führt er 1960 erstmals das 4-4-2-System in Kolumbien ein. Nach der Meisterschaft von 1964 verließ er den Klub nach Meinungsverschiedenheiten im Zusammenhang mit einem Spielertransfer.
Zwischenzeitlich leitete er auch die Olympiaauswahl von Kolumbien. In dieser Eigenschaft führte er 1959 erstmals eine kolumbianische Nationalmannschaft zu einem Sieg über Brasilien. Im März 1963 führte er die kolumbianische A-Nationalmannschaft durch die Copa América. Kolumbien schloss hier jedoch mit nur einem Unentschieden aus sechs Spielen als Letzter ab.
1965 schloss er sich den Erzrivalen von Millonarios, Independiente Santa Fe, an und führte den Klub nach einem vierten Platz im ersten Jahr 1966 zur Meisterschaft.
Nachdem er sich 1968 erstmals vom Fußballgeschäft zurückgezogen hatte, kehrte er 1970 zu Millonarios zurück und gewann dort die Meisterschaft von 1972. Zudem führte er die Millonarios in das Halbfinale der Copa Libertadores und wurde zweimal Vizemeister. 1976 zog er sich erneut aus dem Trainergeschäft zurück, ließ sich aber 1977 kurzfristig zu einem Comeback bewegen.
1978 widmete er sich ganz der Sportmedizin, aber bereits 1979 übernahm er die Geschicke bei América de Cali. Bereits im ersten Jahr führte er den bis dahin nicht hoch eingeschätzten Club zu seiner ersten Meisterschaft. Zwischen 1982 und 1986 folgten weitere fünf Meisterschaften in Serie, was seither Rekord ist. Nachdem 1989 die Meisterschaft aufgrund von Aktivitäten des Drogen-Kartells abgebrochen wurde, holte er 1990 noch eine weitere Meisterschaft mit América de Cali. Er führte den Verein zwischen 1985 und 1987 auch dreimal hintereinander in das Libertadores Finale, scheiterte aber jeweils knapp am Titelgewinn. 1992 nahm er seinen endgültigen Abschied von der Trainerbank.
1985 übernahm er auch noch einmal zwischenzeitlich die Nationalmannschaft um diese durch die Qualifikation für die Fußball-Weltmeisterschaft 1986, wo ihm aber keine Erfolg beschieden war.
Gabriel Ochoa Uribe, der auch den Beinamen El Médico, der Doktor, trägt, betätigte sich seit seinem Karriereende unter anderem auch als Kolumnist. Er gilt als der bedeutendste kolumbianische Fußballtrainer.